# Jacob Levin
Jacob Levin (Hodisch) (ur. 22 listopada 1890 w Landskronie, zm. 10 grudnia 1945 w Liverpoolu) – szwedzki piłkarz, reprezentant kraju grający na pozycji obrońcy.

## Kariera klubowa
Podczas swojej kariery piłkarskiej Levin występował w Örgryte IS i w rezerwach angielskiego Evertonu. Z Örgryte zdobył mistrzostwo Szwecji w 1909.

## Kariera reprezentacyjna
W reprezentacji Szwecji Levin zadebiutował 11 września 1910 w wygranym 4-0 towarzyskim meczu z Norwegią. W 1912 roku uczestniczył w Igrzyskach Olimpijskich. Na turnieju w Sztokholmie wystąpił w meczu z Holandią. Ostatni raz w reprezentacji wystąpił 3 listopada 1912 w wygranym 4-2 towarzyskim spotkaniu z Norwegią. W sumie wystąpił w 6 spotkaniach.
| Mecze i gole w reprezentacji | Mecze i gole w reprezentacji | Mecze i gole w reprezentacji | Mecze i gole w reprezentacji | Mecze i gole w reprezentacji | Mecze i gole w reprezentacji | Mecze i gole w reprezentacji |
| #                            | Data                         | Miasto                       | Przeciwnik                   | Gol                          | Wynik                        |                              |
| ---------------------------- | ---------------------------- | ---------------------------- | ---------------------------- | ---------------------------- | ---------------------------- | ---------------------------- |
| 1.                           | 11.09.1910                   | Kristiania                   | Norwegia                     |                              | 4:0                          | towarzyski                   |
| 2.                           | 18.06.1911                   | Solna                        | Cesarstwo Niemieckie         |                              | 2:4                          | towarzyski                   |
| 2.                           | 29.10.1911                   | Hamburg                      | Cesarstwo Niemieckie         |                              | 3:1                          | towarzyski                   |
| 4.                           | 20.06.1912                   | Göteborg                     | Węgry                        |                              | 2:2                          | towarzyski                   |
| 5.                           | 29.06.1912                   | Sztokholm                    | Holandia                     |                              | 3:4                          | Igrzyska Olimpijskie         |
| 6.                           | 03.11.1912                   | Göteborg                     | Norwegia                     |                              | 4:2                          | towarzyski                   |